# نيكولاي أوسيانين
نيكولاي أوسيانين (مواليد 17 ديسمبر 1942) هو لاعب كرة قدم. يلعب مع منتخب سويسرا لكرة القدم. سبق له أن لعب في كأس العالم لكرة القدم مع منتخب بلاده.

## روابط خارجية
- نيكولاي أوسيانين على موقع الاتحاد الدولي (مؤرشف)  (الإنجليزية)
- نيكولاي أوسيانين على موقع الاتحاد الأوربي (الإنجليزية)
- نيكولاي أوسيانين على موقع قاعدة بيانات كرة القدم.إي يو (الإنجليزية)
- نيكولاي أوسيانين على موقع ناشيونال فوتبول تيمز (الإنجليزية)